# ユーロタワー
ユーロタワーは、ドイツ・フランクフルトのインネンシュタット地区にある高さ148m、40階建ての超高層ビル。2015年3月18日まで欧州中央銀行（ECB）の本部として使用されていたが、新しい専用ビルに移転され、現在はECB銀行監督部が置かれている。

## 歴史
建築家リヒャルト・ハイルが設計し、1971年から1977年にかけて建設された。最初のメインテナントはドイツ銀行だったが、その後1998年に設立された欧州中央銀行の前身である欧州通貨研究所が利用した。
2013年まで、地下には「リビングXXL」というクラブ兼レストランがあった。